# Death by Lightning
Death by Lightning är en amerikansk historisk och biografisk dramaserie som har förväntad premiär  under 2025 på Netflix. Serien är skapad av Mike Makowsky baserad på verkliga händelser och på boken Destiny of the Republic av Candice Millard.

## Handling
Serien utspelar sig under 1800-talet och handlar om den 20:e amerikanska presidenten James Garfield och hans beundrare juristen Charles J. Guiteau, som mördade honom 1881.

## Rollista (i urval)
- Michael Shannon – James A. Garfield
- Matthew Macfadyen – Charles J. Guiteau
- Nick Offerman – Chester A. Arthur
- Betty Gilpin – Lucretia Garfield
- Bradley Whitford – James Blaine
- Shea Whigham – Roscoe Conkling
- Barry Shabaka Henley – Blanche Bruce
- Paula Malcomson – Franny Scoville
- Tuppence Middleton – Kate Chase Sprague
- Vondie Curtis-Hall – Frederick Douglass
- Željko Ivanek – Willard Bliss
- Kyle Soller – Robert Todd Lincoln
- Ben Miles – George Scoville
- Shaun Parkes – Charles Purvis
- Alistair Petrie – John Sherman